# Gräberfeld Skebbas Rör
Das etwa 40 × 25 Meter große eisenzeitliche Gräberfeld Skebbas Rör liegt in einem Waldstück am nördlichen Rande von Lörby, etwa 15 Kilometer nordöstlich von Sölvesborg im äußersten Westen von Blekinge in Schweden.

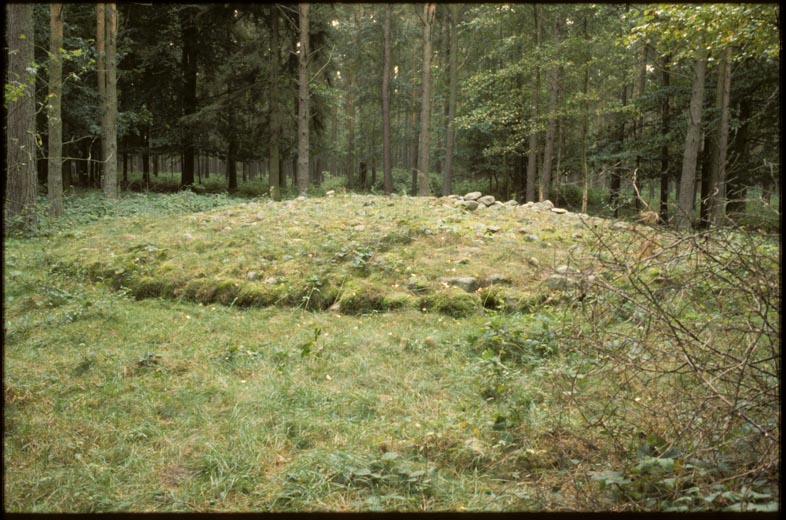
Skebbas Rör

Das nach seinem größten Grabhügel Skebbas Rör (schwedisch Gravröser oder Rör) benannte Gräberfeld enthält neben dem von Randsteinen gefassten Steinhügelgrab mit einem Durchmesser von etwa sechs Metern und sechs weitere eisenzeitliche Grabmäler. Darunter sind zwei flache, runde Steinsetzungen mit Durchmessern von 18 bzw. 4 Metern, eine rechteckige Steinsetzung, ein Steinkreis sowie zwei kleine Bautasteine. Am besten erhalten ist die stark bemooste, aber nicht überwucherte Röse. Das Gräberfeld liegt auf dem Kamm eines urzeitlichen Strandwalls, der etwa 500 Meter entfernt von der heutigen Meeresküste an der Pukaviksbukten verläuft. Auf das Gräberfeld führt ein Zauntritt. 
Südlich des Gräberfeldes liegen im Verlauf des Strandwalls die Überreste historischer Äcker. Auf einem Areal von etwa 400 × 150 Metern befinden sich Parzellen von bis zu neun Metern Breite und 150 Metern Länge, die jeweils durch flache Wälle aus geschichteten Steinen getrennt sind. Das vermutlich im Mittelalter angelegte Ackersystem gehört zu den am besten erhaltenen seiner Art in Schweden.